# 八大菩薩
八大菩薩（はちだいぼさつ）とは、仏教において衆生を救済する八尊の菩薩。その構成は依拠する経典によって異なる。

## 概要
『理趣経』では、金剛手菩薩・観自在菩薩・虚空蔵菩薩・金剛拳菩薩・文殊師利菩薩・纔発心転法輪菩薩・虚空庫菩薩・摧一切魔菩薩を八大菩薩と称する。
『八大菩薩曼荼羅経』では、観自在菩薩・慈氏菩薩・虚空蔵菩薩・普賢菩薩・金剛手菩薩・曼殊室利菩薩・除蓋障菩薩・地蔵菩薩を八大菩薩と称する。
『薬師経』では、文殊師利菩薩・観世音菩薩・得大勢至菩薩・無尽意菩薩・宝檀華菩薩・薬王菩薩・薬上菩薩・弥勒菩薩を八大菩薩と称する。